# Cordão do Vístula

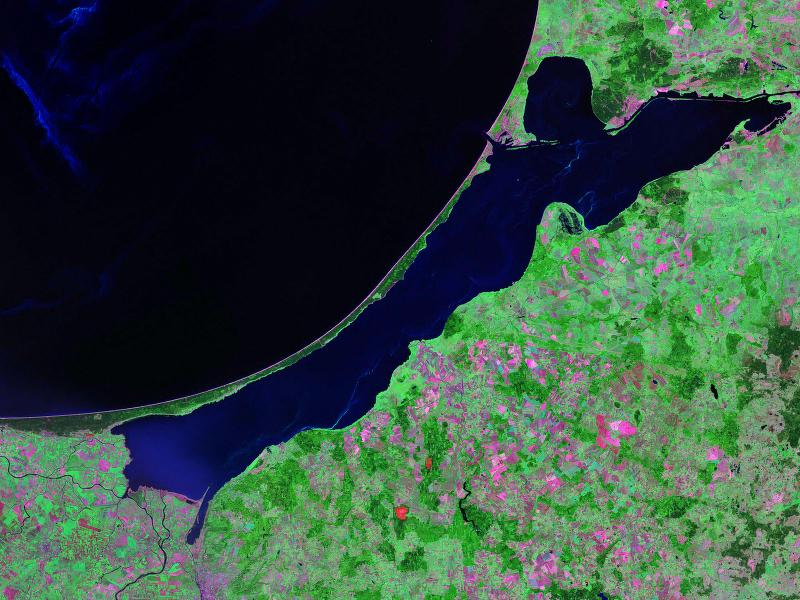
Imagem Landsat do cordão do Vístula

O cordão do Vístula (em polonês/polaco:  Mierzeja Wiślana; em russo:  Балтийская коса; em alemão:  Frische Nehrung) é um cordão litoral ou terra peninsular que separa a lagoa do Vístula da baía de Gdańsk no mar Báltico. A fronteira entre a Polónia e o oblast de Kaliningrado, exclave da Rússia, corta-o, dividindo politicamente o cordão entre os dois países. O ponto mais ocidental da Rússia situa-se no cordão do Vístula. A parte polaca contém uma série de estâncias turísticas, que pertencem administrativamente à localidade de Krynica Morska.

## História
Até ao século XIII, o cordão tinha estreitos navegáveis no meio, que permitiam à cidade de Elbląg, parte do Estado Monástico dos Cavaleiros Teutônicos o acesso direto ao mar Báltico. O fecho natural dos estreitos no final do século XIII fez decair o estatuto de Elbing como porto de comércio. Este facto, em conjunto com a conquista teutónica de Danzig (Gdańsk) e da Pomerânia Oriental em 1308, levou ao aumento de importância de Gdańsk.